# Courtney Alexander
Courtney Jason Alexander (Bridgeport, 27 aprile 1977) è un ex cestista e allenatore di pallacanestro statunitense, professionista nella NBA.

## Carriera
Venne selezionato dagli Orlando Magic al primo giro del Draft NBA 2000 (13ª scelta assoluta).

## Statistiche

### College
| Anno      | Squadra             | PG  | PT | MP   | TC%  | 3P%  | TL%  | RP  | AP  | PRP | SP  | PP   |
| --------- | ------------------- | --- | -- | ---- | ---- | ---- | ---- | --- | --- | --- | --- | ---- |
| 1995-1996 | Virginia Cavaliers  | 27  | -  | 26,9 | 48,7 | 51,4 | 76,8 | 4,5 | 1,3 | 0,7 | 0,3 | 13,9 |
| 1996-1997 | Virginia Cavaliers  | 26  | 20 | 28,2 | 42,0 | 44,4 | 75,9 | 2,7 | 1,4 | 0,8 | 0,0 | 14,8 |
| 1998-1999 | Fresno St. Bulldogs | 32  | -  | 32,0 | 46,9 | 31,6 | 75,7 | 3,8 | 2,6 | 1,6 | 0,2 | 21,4 |
| 1999-2000 | Fresno St. Bulldogs | 27  | 27 | 36,1 | 44,7 | 33,1 | 78,1 | 4,7 | 3,5 | 1,4 | 0,1 | 24,8 |
| Carriera  | Carriera            | 112 | 47 | 30,9 | 45,6 | 36,2 | 76,7 | 3,9 | 2,2 | 1,1 | 0,2 | 18,9 |

### NBA

#### Regular season
| Anno      | Squadra          | PG  | PT | MP   | TC%  | 3P%  | TL%  | RP  | AP  | PRP | SP  | PP   |
| --------- | ---------------- | --- | -- | ---- | ---- | ---- | ---- | --- | --- | --- | --- | ---- |
| 2000-2001 | Dallas Mavericks | 38  | 6  | 12,4 | 34,8 | 30,0 | 73,3 | 1,7 | 0,6 | 0,4 | 0,1 | 4,2  |
| 2000-2001 | Wash. Wizards    | 27  | 18 | 33,7 | 44,8 | 38,9 | 85,7 | 3,0 | 1,5 | 1,1 | 0,1 | 17,0 |
| 2001-2002 | Wash. Wizards    | 56  | 28 | 23,7 | 47,0 | 27,8 | 81,0 | 2,6 | 1,5 | 0,6 | 0,1 | 9,8  |
| 2002-2003 | N.O. Hornets     | 66  | 7  | 20,6 | 38,2 | 33,3 | 80,8 | 1,8 | 1,2 | 0,5 | 0,1 | 7,9  |
| Carriera  | Carriera         | 187 | 59 | 21,7 | 42,2 | 33,9 | 81,3 | 2,2 | 1,2 | 0,6 | 0,1 | 9,0  |

#### Play-off
| Anno     | Squadra      | PG | PT | MP  | TC%  | 3P% | TL%  | RP  | AP  | PRP | SP  | PP  |
| -------- | ------------ | -- | -- | --- | ---- | --- | ---- | --- | --- | --- | --- | --- |
| 2003     | N.O. Hornets | 5  | 0  | 7,8 | 43,8 | 0,0 | 75   | 0,8 | 0,2 | 0,4 | 0,0 | 3,6 |
| Carriera | Carriera     | 5  | 0  | 7,8 | 43,8 | 0,0 | 75,0 | 0,8 | 0,2 | 0,4 | 0,0 | 3,6 |

#### Massimi in carriera
- Massimo di punti: 33 vs Toronto Raptors (18 aprile 2001)[1]
- Massimo di rimbalzi: 9 vs Houston Rockets (31 marzo 2001)
- Massimo di assist: 6 vs Detroit Pistons (7 marzo 2002)
- Massimo di palle rubate: 6 vs Golden State Warriors (21 marzo 2001)
- Massimo di tiri liberi: 11 vs Utah Jazz (4 marzo 2001)

## Palmarès
- NCAA AP All-America Second Team (2000)
- NBA All-Rookie Second Team (2001)